# Xavier Boisselot
Dominique François Xavier Boisselot (* 2. Dezember 1811 in Montpellier; † 28. März 1893 in Paris) war ein französischer Komponist und Klavierbauer.

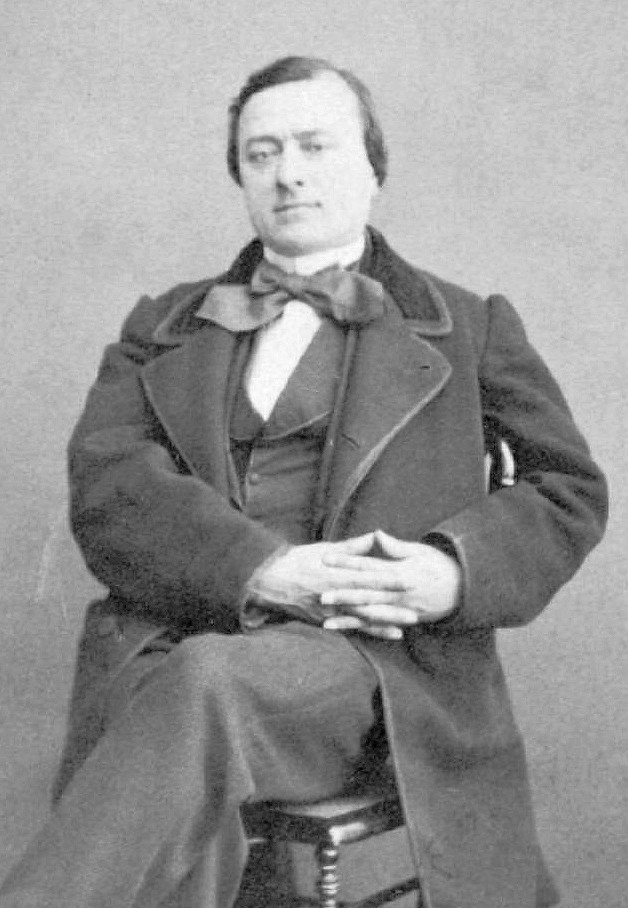
Xavier Boisselot

## Leben
Der Sohn des Klavierbauers Jean Louis Boisselot studierte ab 1830 am Conservatoire de Paris Kontrapunkt bei François-Joseph Fétis, dann Komposition bei Jean-François Lesueur, dessen Schwiegersohn er später wurde. Mit der Kantate Velléda gewann er 1836 den Premier Grand Prix de Rome.
1847 wurde an der Opéra-Comique seine dreiaktige Oper Ne touchez pas à la reine aufgeführt, die Aufführung der Oper Mosquita la sorcière (Libretto beider Opern von Eugène Scribe) am Théâtre-Lyrique folgte 1851.
Trotz seiner beginnenden Erfolge in Paris ging Boisselot 1850 nach Marseille, um nach dem Tod seines älteren Bruders dort die Leitung der väterlichen Klavierfabrik Boisselot & Fils zu übernehmen. Die Firma, die in Marseille und Barcelona ein Werk betrieb und in Marseille einen Konzertsaal erbaute, genoss in ganz Europa einen guten Ruf. Sie gewann Auszeichnungen auf der Zehnten Industrieausstellung 1844 in Paris, auf der Pariser Weltausstellung von 1855. Auf der 1844er Ausstellung hatte Xaviers Vater zudem seine Erfindung, das Sostenuto-Pedal vorgestellt.
Franz Liszt, sein persönlicher Freund aus Pariser Tagen, auch Taufpate seines Neffen und Nachfolgers in der Firmenleitung, besaß während seiner Weimarer Zeit einen Boisselot-Flügel, der ihn schon auf seiner letzten Konzerttournee an der Schwarzmeerküste begleitet hatte. Der Boisselot-Flügel von Liszt darf aufgrund der Länge seiner Nutzung und der Überdeckung sowohl der Konzerttätigkeit als auch der Komponiertätigkeit als Liszts Lieblingsinstrument gelten.
Obwohl die Tätigkeit als Klavierbauer seine Kräfte weitgehend absorbierte, komponierte Xavier Boisselot auch weiterhin. Als bedeutendstes Werk entstand die Oper L’Ange déchu, die 1869 in Marseille uraufgeführt wurde. Hier wirkte er auch als Inspektor des Konservatoriums und der städtischen Schulen. Sein Nachfolger als Leiter der Klavierfabrik wurde sein Neffe Franz Boisselot.